# Філіп Ліхий
Філіп Ліхий (словац. Filip Lichý, нар. 25 січня 2001, Банська Бистриця, Словаччина) — словацький футболіст, півзахисник клубу «Слован» (Братислава) та молодіжної збірно Словаччини. На правах оренди виступає за клуб «Ружомберок».

## Клубна кар'єра
Філіп Ліхий народився у місті Банська Бистриця і першим його футбольним клубом стала місцева «Дукла», де він у віці семи років почав займатися футболом у клубній академії. У 2017 році Філіп перебрався до футбольної школи столичного клубу «Слован». А у лютому 2020 року Ліхий зіграв свій перший матч на дорослому рівні. За два сезони в клубі Ліхий двічі ставав чемпіоном країни та вигравав національний Кубок.
На початку 2022 року Філіп Ліхий відправився в оренду до кінця сезону у клуб «Ружомберок».

## Збірна
З 2017 року Філіп Ліхий є постійним гравцем юнацьких збірних Словаччини. У червні 2021 року Ліхий дебютував у складі молодіжної збірної Словаччини.

## Досягнення
Слован (Братислава)
 Чемпіон Словаччини (3): 2019/20, 2020/21, 2022/23
 Переможець Кубка Словаччини: 2019/20